# 絆 (CHARCOAL FILTERの曲)
「絆」（きずな）は、2001年3月9日にリリースされたCHARCOAL FILTERの5枚目のシングル。

## 概要
- 本作は九州にあるインディーズレーベル、バリヨカ・ドット・コムから、九州地区限定での発売となった。
- オリジナルアルバム未収録で、6年後に発売された『The Best History of CHARCOAL FILTER』でアルバム初収録となった。
- カップリングの「The Go-Ahead Man」は、このシングルのみ収録かつ九州地区限定販売のため、入手困難となっている。

## 収録曲
1. 絆
2. 絆 -Instrumental-
3. The Go-Ahead Man

### クレジット
- 作詞：大塚雄三（全曲）
- 作曲：CHARCOAL FILTER（全曲）
- 編曲: CHARCOAL FILTER（全曲）　三上武志（#1）

## 収録アルバム
- The Best History of CHARCOAL FILTER (#1)

※「The Go-Ahead Man」はアルバム未収録。